# Buddy Longway
 (février 2016).
Si vous disposez d'ouvrages ou d'articles de référence ou si vous connaissez des sites web de qualité traitant du thème abordé ici, merci de compléter l'article en donnant les références utiles à sa vérifiabilité et en les liant à la section « Notes et références ».
Buddy Longway est une série de bandes dessinées de Derib publiée à partir de 1972 dans Tintin. Vingt albums ont été publiés de 1974 à 2006.

## Synopsis
Vie et mort de Buddy Longway, trappeur blanc qui vit dans le Far West durant la seconde moitié du XIXe siècle. Au cours de ses aventures, il apprend à connaître les Indiens et épouse même une Indienne avec qui il fonde une famille (deux enfants : Jérémie et Kathleen).
Buddy Longway est un héros assez atypique dans la bande dessinée car il vieillit physiquement et mûrit au fil de ses aventures. Durant les quelques décennies de sa vie, on suit aussi l'évolution des relations entre les Indiens et les Blancs, de plus en plus tendues. La bande dessinée est l'occasion d'une réflexion sur la culture indienne, le métissage, les âges de la vie, le rapport à la nature.

## Personnages
- Buddy Longway (* ~1840 - † ~1890) : Il est le fils de pionniers irlandais. Son père, Harold Longway, est charpentier. Un incendie l'ayant ruiné, il décide de partir tenter sa chance en Amérique avec femme et enfant. Sa mère, Maureen, meurt sur le bateau durant la traversée. Arrivé au Nouveau monde, Harold décide d'accompagner un convoi de pionniers vers l'Ouest. Il confie son fils Buddy à la garde de son frère, Jérémie Longway, qui lui aussi était du voyage. Il disparaît dans l'Ouest, Buddy ne le reverra plus. Buddy ne garde que très peu de souvenirs de son enfance, il en souffre. Bien des années plus tard, il rencontre une vieille Indienne qui lui parle de Harold Tête Rouge[1]. Ses révélations le libéreront d'un grand poids.

À la mort de son oncle Jérémie, Buddy a une vingtaine d'années. Il utilise son héritage pour acheter un cheval et de l'équipement, et part faire sa première saison de trappeur. Il épouse une Indienne, Chinook, et s'installe avec elle dans une cabane. Ensemble, ils auront deux enfants, Jérémie et Kathleen.
Buddy devient vite un excellent chasseur et pisteur. Il a appris son métier au contact des Indiens (son ami Loup Noir, Daim Rapide, le frère de Chinook) ou de chasseurs plus expérimentés. Il est souvent émerveillé par le spectacle de la nature. Respectueux de tout ce qui vit, il ne prélève que ce dont il a besoin pour vivre. À la chasse, il laisse partir l'élan dominant et tue un élan plus âgé. Menacé par un puma, il préfère l'effrayer plutôt que de le tuer.
C'est un mari très amoureux, un père de famille souvent attendri par ses enfants. Il forme Jérémie, lui offre son premier fusil, l'initie à la chasse. Il peut être moqueur : il laisse Chinook dépecer un bison alors qu'il part courir les plaines avec les hommes de la tribu. Généreux, il n'hésite pas à venir en aide aux autres : Chinook la première, ses amis du fort, le couple Komonczi.
Souvent surnommé « Cheveux jaunes » par les Indiens. « Buddy », c'est aussi le « copain » ; « Longway » : le chemin à parcourir.
- Chinook : indienne de la tribu Sioux. Son nom veut dire « Vent sauvage ». Elle forme un parfait duo avec son compagnon Buddy avec qui elle aura de nombreuses aventures. Elle a eu deux enfants avec lui : Jérémie et Kathleen.
- Jérémie : leur fils.
- Kathleen : leur fille.
- des Indiens : Sioux, Crows, Black Feet.
- les habitants du fort : civils et militaires.
- les isolés : trappeurs, chercheurs d'or, émigrants sur la route, colporteurs.
- des animaux : les chevaux de Buddy, Fellow puis Darky ; un loup recueilli jeune par Jérémie et qui réapparaît périodiquement.

## Écriture
Au fil des épisodes, le trait se fait de plus en plus réaliste. Le texte, rare au début de l'aventure, est plus présent à mesure que personnages et situations se densifient. La contemplation de l'Ouest sauvage passe alors au second plan. Le langage graphique est original : Derib fait éclater les formats, ouvre les cases, supprime les cadres, insère une image dans une autre. Il n'est pas rare de trouver des cases d'une page entière ou à cheval sur une double page.

## Univers fantastique
L'univers fantastique de la série se situe aux États-Unis lors de la conquête de territoires de l'ouest et l'arrivée des colons irlandais, notamment due à la grande famine de la pomme de terre. L'histoire se déroule entre le centre et l'ouest du pays, dans des zones montagneuses et des vastes plaines, sur le territoire naturel de nombreuses tribus indiennes.

### Environnement et graphisme
Dans l'œuvre de Derib, l'environnement, qu'il soit naturel ou conçu par l'homme, a toujours une place importante. Dans le dessin, bien qu'il reste simple et au premier abord peu détaillé, réside en réalité une partie importante de la bande dessinée, car, les scénarios se déroulant dans un environnement haut en couleur, il apparut alors logique au dessinateur de garder cette importance dans son travail.

### Le mythe du trappeur
Cette série met en scène le mythe du trappeur allant à la conquête de l'Ouest sauvage. Il a tous les attributs traditionnels du mythe créé par les auteurs de western : un fusil, un cheval attachant qui lui est propre, un chapeau en peau de castor, une veste indienne, des bottes en peau, une connaissance des milieux sauvages. En cela, la série entre dans le cadre classique, mais ce qui diffère et fait tout l'intérêt de la narration, c'est le graphisme qui suit les saisons, les personnages au fil des années et les fait évoluer.

#### La présence des chevaux
Dans toutes les bandes dessinées de Derib, on note cette présence quasi omniprésente des chevaux. Dans cette série, plusieurs albums ont pour axe central ces animaux, leurs rapports avec les hommes blancs ou les Indiens. On note, comme pour les personnages, le même souci du détail graphique, parfois on peut penser que les chevaux sont croqués puis reportés sur le papier. Les chevaux sont des personnages à part entière : ils vieillissent avec leur cavalier et on sent la tristesse du personnage lors de la mort de sa monture.

#### La famille
La famille est un thème cher à Derib. Elle apparaît dans cette série comme une unité inébranlable, la base de vie logique : un couple et deux enfants vivant en harmonie avec la nature et ceux qui l'entourent. La saga dépeint les différentes aventures et pérégrinations de la famille Longway dans différentes régions qui deviendront les États-Unis.

### La conquête de l'Ouest
Buddy Longway n'est pas la seule série de bande dessinée à traiter de la conquête de l'Ouest et de ses répercussions, mais à la différence par exemple des Tuniques bleues ou de Blueberry, ce qui change grandement, c'est la focalisation sur les deux peuples, les Indiens et les Blancs, par le biais de Chinook, une Indienne, et de Buddy Longway, qui vit en couple mixte avec elle. Ce n'est ni une « histoire d'Indiens », ni une « histoire de Blancs ».

#### Buddy Longway et la conquête
Étant fils d'immigrant et immigrant lui-même, Buddy Longway choisit de s'aventurer dans les contrées éloignées et sauvages afin de devenir trappeur. Il prend des éléments naturels comme le bois pour construire ses maisons, de la viande d'animaux sauvages pour se nourrir et des peaux pour marchander. En cela, il ne diffère pas des autres trappeurs, mais il cherche aussi à respecter la nature en n'utilisant les ressources que pour son unique subsistance et celle de sa famille.

### Les relations entre hommes blancs et Indiens

#### À travers la relation entre Chinook et Buddy Longway
La relation entre ces deux personnages illustre l'entente possible entre la civilisation européenne ouverte et les peuples natifs d'Amérique. Elle montre qu'un accord et une paix sont possibles entre deux peuples opposés et fondamentalement différents. Cette relation donne naissance à deux enfants, ce qui pose le problème de la mixité, un métissage qui est assez bien accepté par la communauté indienne de Chinook, mais pas du tout par la communauté blanche américaine.

#### À travers les autres personnages
Si Chinook et Buddy Longway se sont connus, c'est parce que Chinook a été enlevée de sa tribu Sioux. Dès le début de la série, on note un conflit entre les colons et les indiens natifs. Tout au long des albums, des épisodes marqueront ce conflit racial et xénophobe contre les Indiens.
Au fil des albums, les conflits entre les Blancs et les Indiens se multiplient, gagnent en violence et en fréquence. Un thème cher à l'auteur qui note les détails du génocide et la métamorphose progressive d'une population nomade en une population sédentaire. Les massacres de bisons pour leur fourrure et non plus pour la subsistance, l'avancée territoriale, le non-respect des habitants sont des marques du non-respect par les Blancs des coutumes et des modes de vie des Indiens.

### La lutte indienne
De la même façon que Jonathan est une bande dessinée revendiquant et soutenant la lutte pour l'indépendance du Tibet, cette série montre les différents actes de résistance des populations indiennes rencontrées par les personnages. On n'assiste jamais à des guerres indiennes à proprement parler, mais plutôt à des escarmouches, des embuscades ou des vendetta contre des Blancs.

## Albums
- Buddy Longway, Le Lombard :

1. Chinook (09/1974) ;
2. L'Ennemi (01/1975) ;

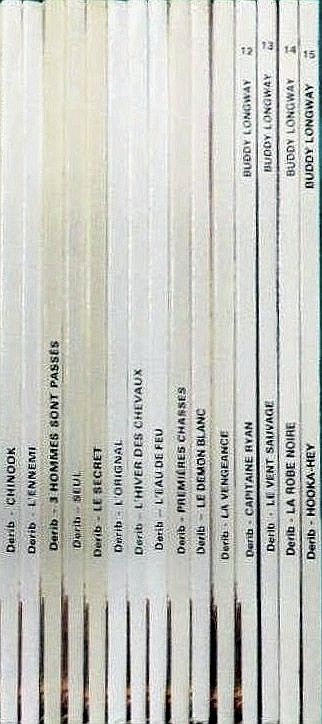
Albums de Buddy Longway,
de 1 à 15.

3. Trois hommes sont passés (01/1976) ;
4. Seul... (01/1977) ;
5. Le Secret (10/1977) ;
6. L'Orignal (03/1978) ;
7. L'Hiver des chevaux (08/1978) ;
8. L'Eau de feu (10/1979) ;
9. Premières Chasses (01/1980) ;
10. Le Démon blanc (01/1981) ;
11. La Vengeance (10/1982) ;
12. Capitaine Ryan (01/1983) ;
13. Le Vent sauvage (11/1984) ;
14. La Robe noire (11/1985) ;
15. Hooka-Hey (11/1986) ;
16. Le Dernier Rendez-vous (11/1987) ;
17. Regarde au-dessus des nuages (06/2002) ;
18. La Balle perdue (06/2003) ;
19. Révolte (11/2004) ;
20. La Source (05/2006).

- Les Amis de Buddy Longway, Le Lombard, 04/1983.
- Buddy Longway : Intégrale, Le Lombard. Chaque volume comporte un dossier reprenant extraits d'interview de l'auteur, illustrations parues dans Le Journal de Tintin, crayonnés, indications de coloriage, etc.

1. Chinook pour la vie, 02/2010. Contient les albums 1 à 4 de la série originale ;
2. Kathleen et Jérémie, 06/2010. Contient les albums 5 à 8 de la série originale ;
3. La folie des hommes, 10/2010. Contient les albums 9 à 12 de la série originale ;
4. Loin des siens, 02/2011. Contient les albums 13 à 16 de la série originale ;
5. Ensemble à jamais, 05/2011. Contient les albums 17 à 20 de la série originale.

### Documentation
- Alain Corbellari, « La tomaison des albums de Buddy Longway a-t-elle valeur de chapitrage ? », Cahiers de Narratologie,‎ 2019 (lire en ligne).
- Claude Ecken, « De la lecture pour Buddy », Schtroumpf : Les Cahiers de la bande dessinée, no 50,‎ 1981, p. 23-29
- Patrick Gaumer, « Buddy Longway », dans Dictionnaire mondial de la BD, Paris, Larousse, 2010 (ISBN 9782035843319), p. 129
- Antoine Roux, « Buddy Longway et les Enfants de la télé », Schtroumpfanzine, no 15,‎ janvier 1978, p. 10-14.